# Andale Mono
Andale Mono è un carattere monospazio di tipo sans-serif progettato da  Steve Matteson (archiviato dall'url originale il 19 febbraio 2008). per l'utilizzo nell'emulazione di terminale e negli ambienti di sviluppo software (software development environments). Andale è stato creato in origine da Monotype ed oggi è di proprietà di Ascender Corp.
Andale Mono è stato originariamente distribuito come add-on di Internet Explorer 4.0. Mentre non è preinstallato nelle versioni odierne di Microsoft Windows è invece presente in macOS.
Questo carattere è usato dai programmatori per l'uso nei text editors e negli IDE in quanto molto leggibile e anche per la facile identificabilità dei suoi caratteri.